# Pier (Langerwehe)
Pier is een plaats in de Duitse gemeente Langerwehe, deelstaat Noordrijn-Westfalen, en telt 277 inwoners (2007).